# バンジョー・パターソン

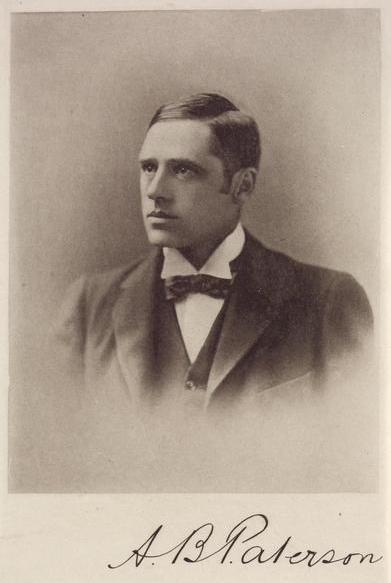
バンジョー・パターソンとその署名

アンドルー・バートン・“バンジョー”・パターソン（Andrew Barton "Banjo" Paterson, 1864年2月17日 - 1941年2月5日） は、オーストラリアの詩人、ジャーナリスト、著作家。オーストラリア奥地（ブッシュ、ないしアウトバックという）での生活に焦点を当て、多くのバラッド、詩を書いた。詩の代表作としては「ワルツィング・マチルダ」、"The Man from Snowy River"（スノーウィー川から来た男）、"Clancy of the Overflow"（オーバーフロウ牧場のクランシー）が挙げられる。

## 経歴

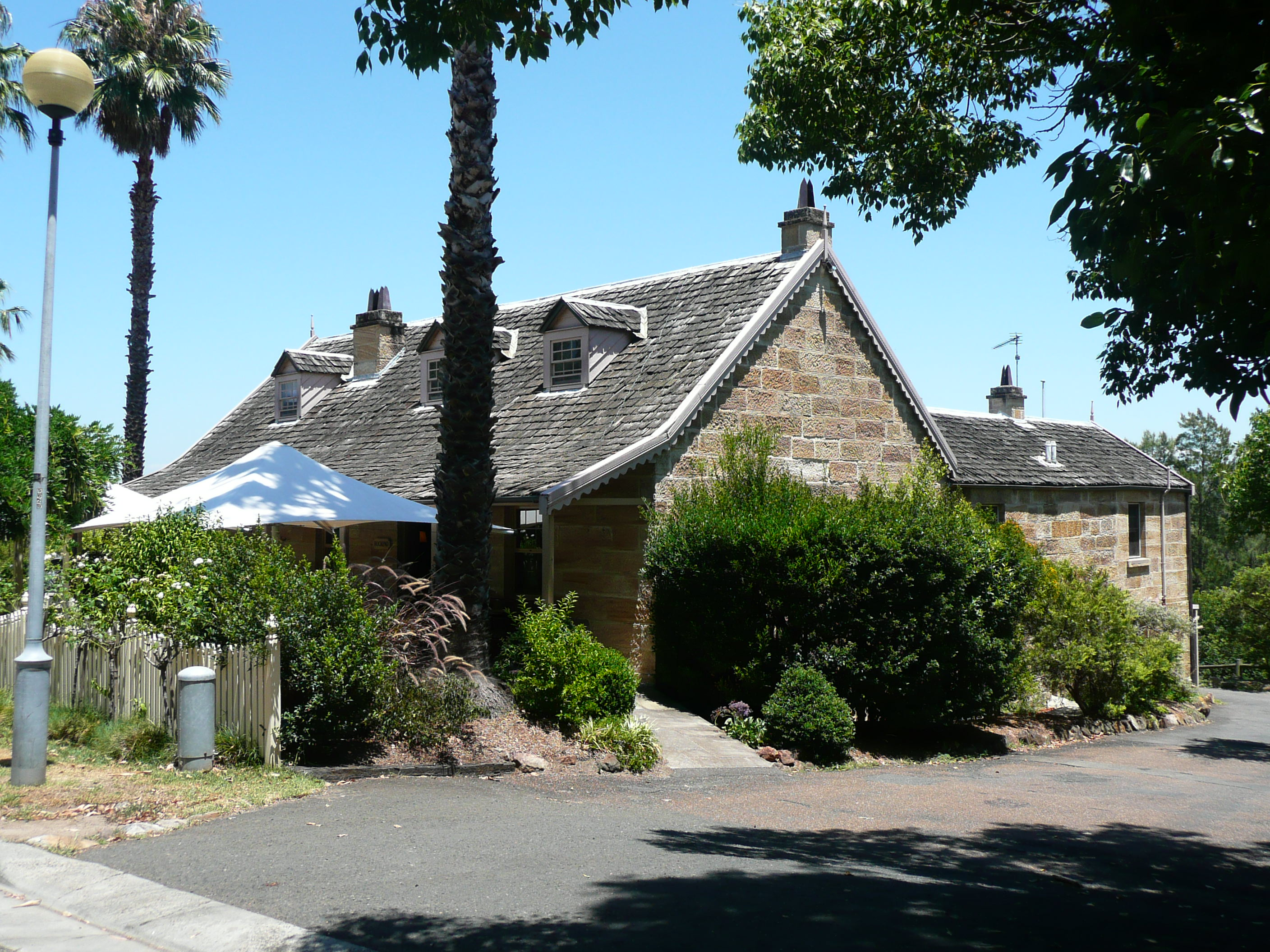
パターソンが学生時代に住んだグレイズヴィル（Gladesville）の小屋。国有財産に指定されている。

ニュー・サウスウェールズ州オレンジ市に近いナランブラ（Narrambla）で生まれた。父はスコットランド移民のアンドルー・ボーグル・パターソン（Andrew Bogle Paterson）、母はオーストラリア生まれのローズ・イサベラ・バートンという女性で、エドマンド・バートンの親類であった 。一家はパターソンが5歳になるまで人里は離れたバッキンバー牧場（Buckinbah Station）で孤立して暮らした。パターソンのおじに当たる人物が死亡すると、一家はその農場を引き継ぐためメルボルン＝シドニー間の主要道路に程近い土地に移った。幼年期のパターソンはここで多くの牛車や牛追いたちの姿を観察したのだった。彼はマランビジー川やスノーウィー山系の方面からやって来る、野外レースやポロをやる騎手たちを見ることもあった。彼はその影響で大の馬好きになり、作品にもそれが反映されている。
パターソンは初等教育を家庭教師から受けたが、馬に乗れるようになるとビナロング（Binalong）の町の学校に通うようになった。1874年、シドニーに上京し、シドニー・グラマー・スクールに入学。学業、スポーツともに優秀さを示す。16歳で大学入学を許可される。法律事務所の事務員となり、1886年8月28日には事務弁護士の資格を取得した。
その直前の1885年、パターソンは「ザ・バンジョー」（"The Banjo"）の筆名を用い、『ブレティン』誌（The Bulletin）のシドニー版に詩を載せ始めた。バンジョーという名は彼がお気に入りだった馬の名である。パターソンは、（「ブレティン」の誌風と同様に）熱烈な国粋主義者であった。1889年には"Australia for the Australians"（オーストラリアはオーストラリア人のもの）という小論文を発表している。1890年、"Clancy of the Overflow"（オウヴァーフロウ牧場のクランシー）を発表し、一躍脚光を浴びる。
1903年4月8日、ニュー・サウスウェールズ州テンターフィールド（Tenterfield）にて、アリス・エミリー・ウォーカー（Alice Emily Walker）という女性と結婚。二子をもうけた。
パターソンは『シドニー・モーニング・ヘラルド』紙（en）および『ジ・エイジ』紙の従軍記者となり、1899年10月に第二次ボーア戦争中の南アフリカに赴く。キンバリーの包囲戦、ブルームフォンテーンの降伏（これに関しては一番乗りを果たした）、プレトリアの占領を取材し、その写実的な報道によりイギリス本国の新聞に注目された。義和団の乱も取材した。
第一次大戦でも従軍記者としてベルギーに行きたがったが、果たせず、代わりにフランス北端のウィメルー（Wimereux）でオーストラリア義勇医師団の救急者運転手として働いた。1915年初めに帰国。その後はアフリカ、中国、エジプトを旅行したり義勇軍の士官を務めるなどした。
1941年2月5日、心不全のためシドニーで死亡。76歳であった。彼の墓は妻アリスの墓と並んで、シドニーの北区記念霊園にある。

## 作品と作風
詩の代表作の一つ『ワルツィング・マチルダ』には曲が付き、オーストラリアの最も有名な歌となった。"The Man from Snowy River"（スノーウィー川から来た男）に関しては、1982年にこれをモチーフにして映画が作られた。
パターソンの詩では、多くの場合、オーストラリアの田舎に対し極めてロマンティックな見方が示されている。パターソン自身は田舎の人間ではなく、オーストラリア人の大半と同じく都市生活者であり弁護士だった。パターソンはしばしば同時代の散文家ヘンリー・ローソンと比較される。ローソンの作品はロマンティシズム抜きで、19世紀後半のオーストラリア奥地の実態を厳しく描き出している。
パターソンは二冊の長編小説を書いている。"An Outback Marriage" (1906) と "The Shearer's Colt" (1936) である。短編は数多くあり、短編集にまとめられている。記者としての体験に基づいた著作には"Happy Dispatches" (1934) がある。また、"The Animals Noah Forgot" (1933) という児童書の著作もある。

## 死後
パターソンの肖像は現行の10オーストラリア・ドルの紙幣に使われている。オーストラリアゴールド・コーストには彼の名にちなんだA・B・パターソン大学が存在する。また彼の母校シドニー・グラマー・スクールにはA・B・“バンジョー”・パターソン図書館がある。
2008年8月、ボーア戦争期の日記から未発表の詩が発見された、と各メディアは報じた。

## 主要作品リスト
- Clancy of the Overflow (1889)
- The Man from Snowy River (1890)
- In Defense of the Bush (1892)
- The Man from Ironbark (1892)
- Waltzing Matilda (1895)
- Hay and Hell and Booligal (1896)
- Mulga Bill's Bicycle (1896)
- T.Y.S.O.N. (1898)
- We're All Australians Now (1915)

## 参考資料
- Notes on Author: Andrew Barton Paterson
- Australian Authors - A. B. ("Banjo") Paterson (1864-1941)
- "Banjo" Paterson